# Esther Calixte-Béa
Esther Calixte-Béa, également connue sous le pseudonyme de Queen Esie, est une artiste visuelle et activiste née en 1996 à Longueuil, au Québec. D'origine haïtienne et ivoirienne, elle est diplômée en peinture et dessin de l'Université Concordia (2020).

## Biographie
Esther Calixte-Béa présente sa première exposition solo, conçue avec la commissaire Cécilia Bracmort, en 2021 à la galerie La Centrale Powerhouse à Montréal. Cette exposition immersive mêle peinture, photographie, mode et poésie pour illustrer la vie de l'ethnie fictive et matriarcale Fyète Souhou.
Son travail a été exposé dans plusieurs expositions collectives, notamment à la Biennale Transnationale Noire : Af-Flux à la galerie Art Mûr (2021) et au MAADI de Stanley Février au Musée des beaux-arts de Montréal (2022) .
En 2023, elle a été finaliste dans la catégorie Artiste arts visuels de l'année au Gala Dynastie, récompensant l'excellence des artistes issus des communautés noires du Québec.

## Démarche artistique
La pratique artistique d’Esther Calixte-Béa est multidisciplinaire, intégrant la peinture, la photographie, la poésie et les arts textiles. Elle est notamment reconnue pour son exploration du corps féminin noir, en particulier à travers le thème de la pilosité, qu’elle célèbre dans une perspective de réappropriation et d’affirmation identitaire.
Calixte-Béa se distingue également par sa volonté de sortir du cadre conventionnel en concevant ses expositions comme des installations immersives. Son exposition Bienvenue dans le jardin, présentée à la Maison de la culture Janine-Sutto en 2024, illustre cette approche avec des murs peints, des mannequins grandeur nature vêtus de tenues Fyète-Souhou et des tableaux aux textures variées combinant bois, acrylique et matériaux textiles.
Son travail est fortement influencé par ses voyages, notamment en Europe et en Haïti, qui ont renforcé sa conscience des traditions artistiques afro-descendantes et de la diversité des pratiques contemporaines noires. L’artiste revendique une démarche évolutive qui lui permet d’explorer de nouvelles disciplines, comme la sculpture, tout en développant une iconographie cohérente autour de son univers fictif.
À travers ses récits visuels, elle interroge aussi les mécanismes d’assimilation culturelle et de crise identitaire. Dans certaines œuvres, des femmes noires retirent peu à peu leurs vêtements occidentaux pour se réapproprier leurs attributs physiques et culturels, comme les cheveux afro ou la pilosité corporelle.

## Activisme
Depuis 2019, avec la publication de sa série Projet Lavande, dans laquelle elle pose en robe cousue par elle-même tout en exposant fièrement la pilosité de son torse, elle affirme une posture artistique et politique contre les normes de beauté eurocentriques. Ce projet est salué internationalement et fait d’elle la première femme à apparaître en couverture de Glamour UK avec des poils sur la poitrine
Cette démarche lui a valu le surnom d’« activiste de la pilosité féminine », notamment sur les réseaux sociaux où elle est suivie par plus de 177 000 abonnés sous le pseudonyme Queen Esie.